# Свети Илия (Градец, Видинско)
Вижте пояснителната страница за други значения на Свети Илия.
„Свети Илия“ е православна църква във видинското село Градец.

## История
Храмът е изграден в 1854 година. Около три десетилетия след това е разрушена и на нейно място в 1896 година е завършена сегашната църква, носеща същото име.

## Описание
В църквата има големи икони на големия дебърски майстор Дичо Зограф, работени през декември 1867 година. Негови са „Архангел Михаил“ – изписана с изключително майсторство, „Свети Илия“, „Христос Велик Архиерей“.